# Probolomyrmex tani
Probolomyrmex tani is een mierensoort uit de onderfamilie van de Proceratiinae. De wetenschappelijke naam van de soort is voor het eerst geldig gepubliceerd in 2007 door Fisher.